# 유정 (후한)
유정(劉楨, ? ~ 217년)은 후한 말기의 저술가로, 자는 공간(公幹)이며 연주 동평국 영양현(寧陽縣) 사람이다. 야왕령(野王令) 유량의 자손으로, 한나라 양왕 종실의 후손이다. 건안칠자의 일원이다.